# Établissement humain
 (août 2023).
Si vous disposez d'ouvrages ou d'articles de référence ou si vous connaissez des sites web de qualité traitant du thème abordé ici, merci de compléter l'article en donnant les références utiles à sa vérifiabilité et en les liant à la section « Notes et références ».

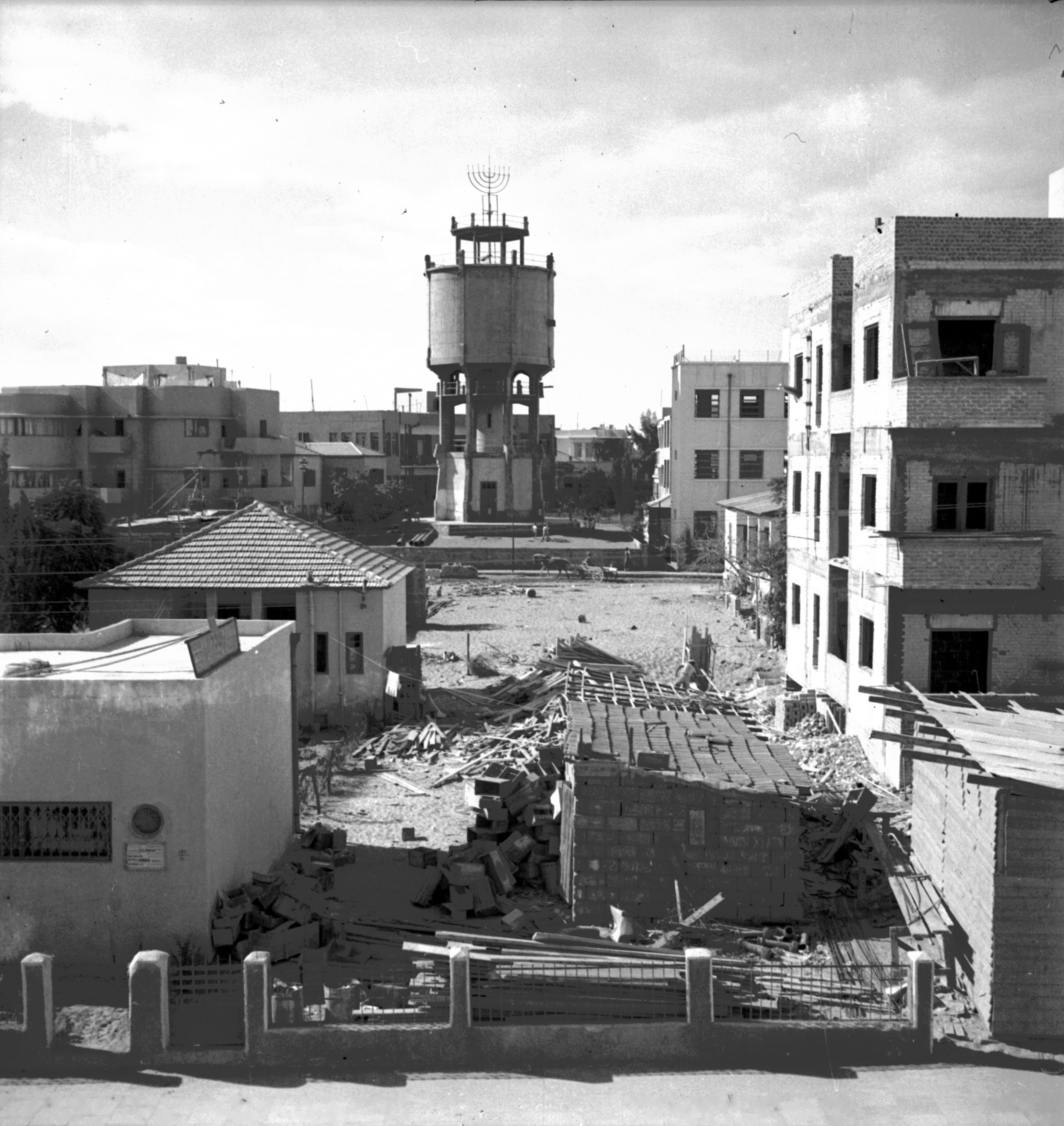
Établissement humain.

Un établissement humain,, une installation humaine, une localité, un peuplement humain, ou encore une zone peuplée est une entité territoriale de taille indéterminée ou non, incluant au moins un site d'habitation permanent ou temporaire d'une communauté.
Une localité est incluse dans une circonscription administrative plus importante, dont elle peut éventuellement être le chef-lieu. 
Même si elle peut être exceptionnellement dépeuplée, une localité fait référence à un noyau de population, actuel ou passé. Elle se distingue en cela d'un simple lieu-dit ou site, caractérisé par un nom (toponyme), permettant de localiser une information géographique ou économique, voire un simple fait divers.